# Germano Di Mattia
Germano Di Mattia (Avezzano, 10 febbraio 1967) è un attore italiano.

## Biografia
Nato ad Avezzano, in provincia dell'Aquila, Germano Di Mattia ha vissuto la sua infanzia in Venezuela nello Stato di Aragua, a Turmero.
Ha iniziato la sua carriera a 16 anni come fotomodello per cataloghi, giornali di moda, pubblicità ed è stato poi attore di cinema, teatro e televisione. Ha lavorato con registi come John Madden, Peter Del Monte, Stefano Vicario, Josef Aichholzer, Francesco Cabras, Anna Hurkmans in produzioni italiane ed internazionali. 
Ha studiato recitazione con Bernard Hiller, un insegnante di acting cinematografica di Hollywood e con la maestra argentina Beatrice Bracco, ed è diplomato in regia cinematografica.
Germano Di Mattia ha avuto esperienze lavorative per diversi anni anche nel campo della musica come compositore ed autore, sia come cantautore che come cantante, lavorando in Germania, Francia, Italia, Inghilterra, Usa, Grecia, Canada e passando dal pop italiano, spagnolo e internazionale al repertorio operistico italiano.
Ha registrato un disco con il premio Oscar Stephen Warbeck a Londra e con la East West France di Parigi.

### Televisione
Esordisce in televisione al Festival degli sconosciuti di Teddy Reno e Rita Pavone.
Da giovanissimo gli viene affidato dal regista Francesco Vicario e da Alessandra Valeri Manera il suo primo ruolo da co-protagonista nella serie tv Teneramente Licia e Balliamo e cantiamo con Licia con Cristina D'Avena, dove interpreta Jim, il bassista del popolare gruppo dei Bee Hive tratto dall'anime di Ai shite Knight, conosciuto in Italia come Kiss Me Licia.
Come attore di fiction televisive appare nel film tv Orgoglio prodotto dalla Titanus nel 2004 e diretto da Giorgio Serafini, dove interpreta un sergente accanto all'attore Daniele Pecci.
Partecipa a Distretto di polizia nel 2003, diretto da Monica Vullo.
Si è occupato di televisione sia come autore che come regista per le reti Rosso Alice e Leonardo di Sky, firmando diversi programmi e format televisivi. In particolare si è occupato per anni di teatro e musical in tv, lavorando, tra gli altri, con Gaetano Triggiano, Angelo Talocci e Serge Denoncourt per gli spettacoli dell'autore Marco Daverio Tablò e il musical Gianburrasca con protagonista Marco Morandi.

### Cinema
Come regista si è occupato di tematiche spirituali ed esoteriche. Dopo numerose collaborazioni con tv, radio, teatri e produzioni cinematografiche ha diretto e prodotto diverse opere di cinema indipendente.
Il suo film d'esordio è Riflesso in verde dove interpreta il ruolo di un giovane pescatore siciliano accanto all'attrice francese Pascale Petit, per la regia di Gianni Siragusa.
Viene scelto successivamente per interpretare un giovane artista fiorentino nel film The More I See You del regista austriaco Josef Aichholzer.
In seguito interpreta Raoul nel film Compagna di viaggio con Asia Argento e Michel Piccoli, per la regia di Peter Del Monte.
Nel 2001 ha un ruolo marginale nel film Il Mandolino del capitano Corelli del regista inglese John Madden, tratto dall'omonimo libro di Louis de Bernières. Interpreta un soldato italiano e canta nella colonna sonora dello stesso film per le musiche originali di Stephen Warbeck.
Contemporaneamente sull'isola di Cefalonia interpreta sé stesso nel film documentario Italian Soldiers del regista italiano Francesco Cabras, premiato nel 2001 al Los Angeles Film Festival come migliore documentario.
Nel 2003 interpreta uno scultore spagnolo nel suo mediometraggio La leggenda del Lago Fucino.
Nel 2004 interpreta un giovane musicista nel film Director's cut del regista Andrea Lodovichetti.
Nel 2005 dirige il film documentario Valigie di cartone, The Italian Dream, premiato come miglior film documentario al Salento International Film Festival, Premio Flaiano spazio Abruzzo e "Premio emigrazione italiani nel mondo". Concorre al festival Memorie Migranti e fuori concorso al festival dedicato a John Fante.
Nel 2009 vince il Salento International Film Festival con il film documentario The Celestinian Code, diretto da se stesso dove interpreta un maestro templare. Nello stesso anno esce Il mistero dell'Aquila, documentario storico spirituale sulla città abruzzese, con le musiche del maestro Enrico Melozzi.
Nel 2012 firma la regia di C'era una volta il lago Fucino, dove è voce narrante e interpreta il barone inglese Richard Keppel Craven.
Nel 2015 è protagonista dello spot promozionale della Regione Abruzzo diretto da Paolo Santamaria.

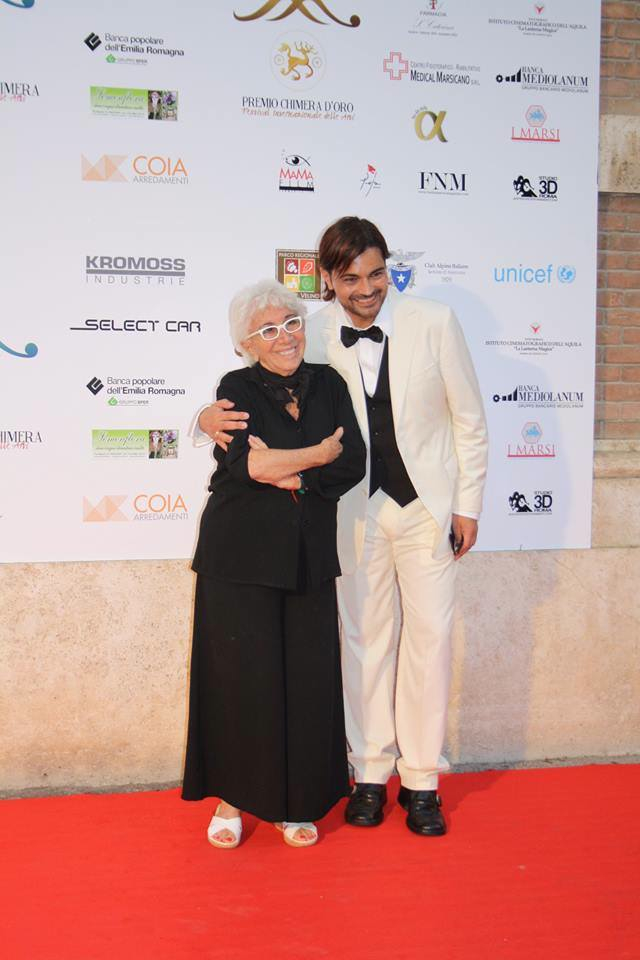
Germano Di Mattia, direttore del festival d'arte La notte della Chimera, fotografato nel 2014 con Lina Wertmüller

Nel 2014 è il direttore artistico del festival d'arte La notte della Chimera ad Avezzano sua città natale, presso villa Torlonia, festival aperto dalla regista Lina Wertmüller.
Nel 2017 esce il documentario La via dell'Angelo, un viaggio dalla Cornovaglia alla Puglia sul percorso millenario della Via dell'Angelo.

### Teatro
Ha esordito nel 1999 al teatro Sette di Roma nella commedia musicale Roma antica, per la regia di Camilla Cuparo, successivamente ha interpretato il ruolo di Celestino V in Lettere da oltre l'infinito (2009), per la sua stessa regia.

### Musica
Nel campo musicale ha esordito interpretando Jim, il bassista del gruppo dei Bee Hive, con album RTI Music che ebbero un grande successo di vendite.
Vince il Disco Italia come cantate interprete e pubblica il suo primo singolo in una compilation della casa discografica Dig-It di Milano.
Lavora in sala di registrazione con il maestro Umberto Iervolino, e studia composizione e scrittura musicale con Ivan Graziani che diventa il suo mentore e produttore musicale. Con la sua direzione artistica vince il festival di Novafeltria.
Si classifica quarto al festival europeo A voice for Europe in onda su Telemontecarlo.
Nel 2000 canta le opere di Giuseppe Verdi come tenore leggero nel film Il mandolino del Capitano Corelli incidendo insieme ad altri suoi colleghi la colonna sonora del film, diretto da Stephen Warbeck.
Nel 2001 il suo singolo Libera esce in Francia, con l'arrangiamento del musicista franco-andaluso Sébastien El Chato. Nel 2010 esce il suo primo album Il veliero, con gli arrangiamenti di Stefano Bari e Luigi Salerno. Un brano dell'album è stato scritto con il maestro Umberto Scipione.
Nel dicembre 2012 pubblica il singolo I sensi della nostra vita scritto insieme a Nicola Bartolini Carrassi ed Alessandro Porcella nel dvd di Natale Il calendario dell'Avvento, distribuito da Tv Sorrisi e Canzoni.
Nel 2020 è uscito il doppio singolo Viva la vita/Io vivo e moro per te prodotto da BigFeel per l'etichetta Orion Music.

### Letteratura
Nel gennaio 2020 è uscito il suo romanzo L'arciere - L'ordine dell'arco che racconta la storia di Giuseppe D'Arcadia, un giovane mugnaio abruzzese che desidera diventare un cantante.

## Premi

### Cinema
- Miglior film documentario per Valigie di cartone, The Italian Dream al Salento International Film Festival nel 2005.
- Miglior film documentario per The Celestinian Code al Salento International Film Festival nel 2009.
- Premio Zimei nel 2019[15].

### Musica
- "Premio Valentini" al festival di Novafeltria, 1º classificato come interprete.
- "A voice for Europe" nel 1997.